# 布里孔
布里孔（法語：Bricon，法語發音：[bʁikɔ̃]）是法国上马恩省的一个市镇，属于肖蒙区。

## 地理
布里孔（48°4'51"N, 4°58'41"E）面积9.51 平方千米，位于法国大東部大區上马恩省，该省份为法国东北部内陆省份，北起马恩省和默兹省，西接奥布省，西南接科多尔省，东南接上索恩省，东临孚日省。
与布里孔接壤的市镇（或旧市镇、城区）包括：奥尔日、瑟穆捷-蒙桑、雷讷河畔欧特勒维尔、布莱松维尔、布罗勒沙泰勒、比克西耶尔-莱维利耶、沙托维兰。

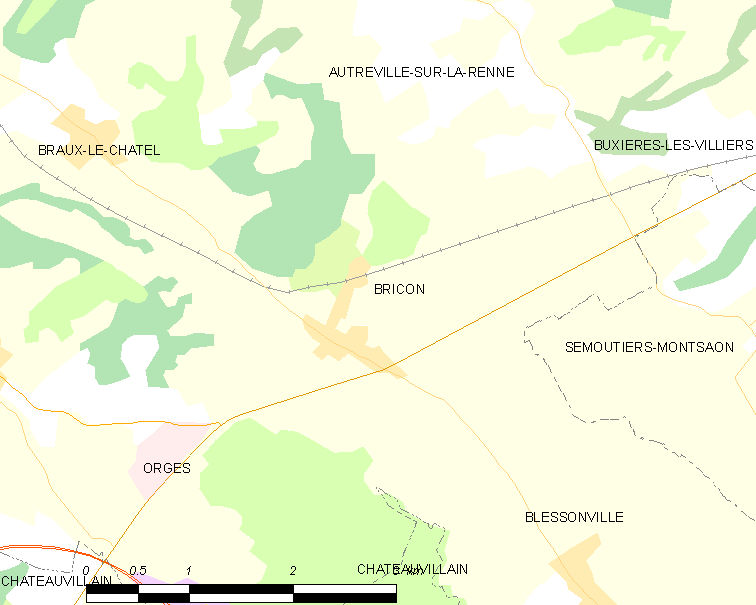
布里孔的OSM定位图

布里孔的时区为UTC+01:00、UTC+02:00（夏令时）。

## 行政
布里孔的邮政编码为52120，INSEE市镇编码为52076。

## 政治
布里孔所属的省级选区为沙托维兰县。

## 人口

1962-2008年间布里孔人口变化图示

布里孔于2022年1月1日时的人口数量为413人。